# Villa Novellucci (Gricigliana)
La Villa Novellucci, conosciuta anche come Villa Guicciardini, è un edificio storico nel comune di Cantagallo, nella provincia di Prato, in Toscana.

## Storia
La posizione dominante sulla valle in cui sorge la villa, fece sì che, nel Medioevo, vi si trovasse una torre di avvistamento fortificata. 
Nel 1464, i Novellucci entrarono in possesso della proprietà di Gricigliana e di tutti gli edifici che vi sorgevano. È sotto il loro controllo che l'antico fortilizio venne trasformato in dimora signorile, mantenendo per un certo periodo il nome Torre.
Nel XIX secolo, la villa passò alla famiglia dei Guicciardini e, successivamente, a quella dei Bigagli, con i quali venne rinominata per breve tempo Villa Adele.

### Condizioni attuali
Nel XXI secolo, dopo essere stata usata per i primi anni come location per eventi, la villa è caduta in stato di abbandono.

## Descrizione

### Esterno
L'edificio, sorgendo a ridosso di una parete rocciosa, è modestamente sviluppato in profondità. Sul lato anteriore è presente un piccolo giardino senza nessun particolare di pregio, se non due lecci secolari.
La facciata conserva un aspetto severo, tipico del gusto seicetesco. Vi si possono distinguere tre sezioni: un torrione principale e due ali laterali, quella a sinistra lunga circa il doppio dell'altra. La parte centrale è caratterizzata da un'alta e ripida scala a doppia rampa che conduce al portale d'ingresso. Quest'ultimo è sormontato dallo stemma dei Novellucci, seguito da quello dei Guicciardini. Al termine dell'ala destra è presente un basso edificio, originariamente adibito a stalla, il cui tetto, circondato da una ringhiera, svolge il ruolo di terrazzo.
Inoltre, nelle immediate vicinanze della villa, è presente un altro edificio più piccolo con lo stesso stile, la casa del fattore.